# Albino Rubim
Antônio Albino Canelas Rubim ou simplesmente Albino Rubim  (1954 —) é um pesquisador, jornalista, professor universitário brasileiro. Considerado um dos principais pesquisadores na área dos estudos em cultura no Brasil, sendo reconhecido como pesquisador de produtividade do CNPq e vinculado ao Centro de Estudos Multidisciplinares em Cultura (Cult), Albino Rubim realizou investigações nos campos institucional e social, sobre políticas culturais, democracia, cidadania, além das relações entre mídia, comunicação e política. Entre os anos de 2011 a 2014, ele foi secretário de Cultura do Estado da Bahia.

## Biografia
Filho de Jacinto Magalhães Rubin e Maria de Lourdes Pompa Rubim, Albino era interessado por cinema e audiovisual ainda muito jovem, tendo preferência pela leitura e pela psicanálise. Assim, ele veio a ser aprovado em duas vestibulares que resultaram na sua graduação em Comunicação pela Universidade Federal da Bahia em 1975 e em Medicina pela Escola Bahiana de Medicina em 1977. Ainda na década de 1970, ela decidiu prosseguir os seus estudos de pós-graduação ao ingressar no mestrado em Ciências Sociais da Faculdade de Filosofia e Ciências Humanas da UFBA, onde concluiu em 1979 o curso após defender dissertação de mestrado sobre a indústria cultural, tendo desenvolvido suas investigações de mestrado sob a orientação do professor Othon Jambeiro.
Albino Rubim exerceu a medicina na década de 1970, quando atuou no então Centro de Saúde Mental Mário Leal (que veio a ser denominado posteriormente de "Hospital Especializado Mário Leal"), situado no bairro do IAPI.
Em 1987, ele obteve o título de Doutor em Sociologia pela Universidade de São Paulo, após defender a tese de doutorado denominada "Partido Comunista, Cultura e Política Cultural" sob a orientação do professor Gabriel Cohn.
Albino Rubim ingressou como professor na Faculdade de Comunicação da UFBA (FACOM-UFBA). Na condição de professor, ele exerceu por três vezes o mandato de diretor da FACOM-UFBA, além de ter se tornado o primeiro diretor do Instituto de Humanidades, Artes e Ciências da UFBA, quando fora nomeado em caráter pro tempore pelo reitor da UFBA na época, Naomar Almeida Filho. Ele também foi presidente da Associação Nacional dos Programas de Pós-Graduação em Comunicação (COMPÓS)
Ao longo de sua carreira, orientou dezenas de novos estudiosos da área cultural, que se tornaram professores e pesquisadores de inúmeras universidades baianas e brasileiras.
Obteve o título de doutor honoris causa pela Universidade Federal da Paraíba e, em 2019, ele foi condecorado pela Assembleia Legislativa da Bahia com a Comenda 2 de Julho.

## Carreira política
Entre 2011 a 2014, durante o governo de Jaques Wagner, ele exerceu o cargo de secretário estadual da Secretaria de Cultura do Estado da Bahia (SECULT), vindo a ser sucedido por Jorge Portugal. Durante a sua gestão, ele foi responsável pela articulação política que levou à aprovação da Lei Orgânica da Cultura no Estado da Bahia, do Plano Estadual de Cultura da Bahia em 2014 e a criação do Centro de Culturas Populares e Identitárias no mesmo estado em 2011.

## Obra
Entre os seus principais trabalhos estão os seguintes:
- Políticas culturais: diálogos possíveis. São Paulo: Edições SESC, 2022.
- Cultura e políticas culturais. Rio de Janeiro: Editora Lumen Juris, 2019.
- Gestão cultural. Salvador: Editora da UFBA, 2019.
- Planos de cultura. Salvador: Editora da UFBA, 2019.
- Política cultural e gestão democrática no Brasil. São Paulo: Editora da Fundação Perseu Abramo, 2017.
- Políticas Culturais na Bahia Contemporânea. Salvador: EDUFBA, 2014.
- Cultura e Políticas Culturais. Rio de Janeiro: Azougue Editorial, 2011.
- Políticas Culturais no Governo Lula. Salvador: EDUFBA, 2010.
- Cultura e Atualidade. Salvador: Edufba, 2005.
- Comunicação e Política (2000)
- Mídia e Política no Brasil. João Pessoa: Editora da UFPB, 1999.[6]
- Marxismo, Cultura e Intelectuais no Brasil. Salvador: EDUFBA, 1995.